# يان هنريكسون
يان هنريكسون (بالفنلندية: Janne Henriksson)‏ هو لاعب كرة قدم فنلندي في مركز حراسة المرمى، ولد في 5 أغسطس 1981 في توركو في فنلندا. لعب مع نادي فآسا وهونكا.